# Tour du Piémont 2020
Le Tour du Piémont 2020 (officiellement Gran Piemonte 2020) est la 104e édition de cette course cycliste masculine sur route. Il a lieu le 12 août 2020, sur une distance de 187 kilomètres entre Santo Stefano Belbo et Barolo, dans le Piémont, en Italie. Il fait partie du calendrier UCI ProSeries 2020 en catégorie 1.Pro. C'est également la quatrième manche de la Coupe d'Italie. La course est remportée par George Bennett, grâce à une attaque lancée dans l'avant-dernière côte de la journée, à 6 kilomètres de l'arrivée. Diego Ulissi règle le sprint du groupe des poursuivants pour la seconde place, devant Mathieu van der Poel.

## Présentation
Le Tour du Piémont connaît en 2020 sa 104e édition. Il est organisé par RCS Sport, filiale du groupe RCS MediaGroup qui organise également le Tour d'Italie, Milan-San Remo, le Tour de Lombardie, Tirreno-Adriatico et Milan-Turin. Elle fait partie du calendrier de l'UCI ProSeries en catégorie 1.Pro. C'est également la quatrième manche de la Coupe d'Italie.

### Équipes
Dix-huit équipes sont au départ de la course : onze équipes UCI WorldTeam, six équipes continentales professionnelles et l'équipe nationale italienne.
| WorldTeams (11)- Astana - CCC Team - Deceuninck-Quick Step - Israel Start-Up Nation - Mitchelton-Scott - Movistar Team - NTT Pro Cycling - Ineos - Jumbo-Visma - Trek-Segafredo - UAE Team Emirates ProTeams (6)- Alpecin-Fenix - Androni Giocattoli-Sidermec - Bardiani CSF Faizanè - Circus-Wanty Gobert - Gazprom-RusVelo - Vini Zabù-KTM Équipe nationale- Italie |
| |

## Classement final
| \| Classement général \| Classement général \| Classement général \| Classement général \| Classement général \| \| Coureur \| Coureur \| Pays \| Équipe \| Temps \| \| ------------------ \| -------------------- \| ------------------ \| --------------------- \| ------------------ \| \| 1er \| George Bennett \| Nouvelle-Zélande \| Jumbo-Visma \| 4 h 38 min 23 s \| \| 2e \| Diego Ulissi \| Italie \| UAE Team Emirates \| + 0 s \| \| 3e \| Mathieu van der Poel \| Pays-Bas \| Alpecin-Fenix \| + 4 s \| \| 4e \| Aleksandr Vlasov \| Russie \| Astana \| + 4 s \| \| 5e \| Simon Geschke \| Allemagne \| CCC Team \| + 4 s \| \| 6e \| Alex Aranburu \| Espagne \| Astana \| + 4 s \| \| 7e \| Dries Devenyns \| Belgique \| Deceuninck-Quick Step \| + 4 s \| \| 8e \| Robert Stannard \| Australie \| Mitchelton-Scott \| + 7 s \| \| 9e \| Giulio Ciccone \| Italie \| Trek-Segafredo \| + 7 s \| \| 10e \| Attila Valter \| Hongrie \| CCC Team \| + 7 s \| |                      |                  |                       |                 |
| |                      |                  |                       |                 |
| Source : ProCyclingStats |                      |                  |                       |                 |
| Classement général |                      |                  |                       |                 |
| Coureur | Coureur              | Pays             | Équipe                | Temps           |
| 1er | George Bennett       | Nouvelle-Zélande | Jumbo-Visma           | 4 h 38 min 23 s |
| 2e | Diego Ulissi         | Italie           | UAE Team Emirates     | + 0 s           |
| 3e | Mathieu van der Poel | Pays-Bas         | Alpecin-Fenix         | + 4 s           |
| 4e | Aleksandr Vlasov     | Russie           | Astana                | + 4 s           |
| 5e | Simon Geschke        | Allemagne        | CCC Team              | + 4 s           |
| 6e | Alex Aranburu        | Espagne          | Astana                | + 4 s           |
| 7e | Dries Devenyns       | Belgique         | Deceuninck-Quick Step | + 4 s           |
| 8e | Robert Stannard      | Australie        | Mitchelton-Scott      | + 7 s           |
| 9e | Giulio Ciccone       | Italie           | Trek-Segafredo        | + 7 s           |
| 10e | Attila Valter        | Hongrie          | CCC Team              | + 7 s           |

## Liste des participants
| Légende                             | Légende                                                                                                  | Légende                                | Légende                                                                                                  |
| ----------------------------------- | --- | -------------------------------------- | --- |
| Num                                 | Dossard de départ porté par le coureur sur ce Critérium du Dauphiné                                      | Pos                                    | Position finale au classement général                                                                    |
| Leader du classement général        | Indique le vainqueur du classement général                                                               | Leader du classement par points        | Indique le vainqueur du classement par points                                                            |
| Leader du classement de la montagne | Indique le vainqueur du classement de la montagne                                                        | Leader du classement du meilleur jeune | Indique le vainqueur du classement du meilleur jeune                                                     |
|                                     | Indique un maillot de champion national ou mondial, suivi de sa spécialité                               | #                                      | Indique la meilleure équipe                                                                              |
| NP                                  | Indique un coureur qui n'a pas pris le départ d'une étape, suivi du numéro de l'étape où il s'est retiré | AB                                     | Indique un coureur qui n'a pas terminé une étape, suivi du numéro de l'étape où il s'est retiré          |
| HD                                  | Indique un coureur qui a terminé une étape hors des délais, suivi du numéro de l'étape                   | *                                      | Indique un coureur en lice pour le classement du meilleur jeune (coureurs nés après le 1er janvier 1994) |

| Alpecin-Fenix AFC | Alpecin-Fenix AFC          | Alpecin-Fenix AFC |
| ----------------- | -------------------------- | ----------------- |
| Num               | Coureur                    | Pos               |
| 1                 | Mathieu van der Poel (NED) |                   |
| 2                 | Floris De Tier (BEL)       |                   |
| 3                 | Jimmy Janssens (BEL)       |                   |
| 4                 | Kristian Sbaragli (ITA)    |                   |
| 5                 | Petr Vakoč (CZE)           |                   |
| 6                 | Louis Vervaeke (BEL)       |                   |
| 7                 | Philipp Walsleben (GER)    |                   |

| Androni Giocattoli-Sidermec ANS | Androni Giocattoli-Sidermec ANS | Androni Giocattoli-Sidermec ANS |
| ------------------------------- | ------------------------------- | ------------------------------- |
| Num                             | Coureur                         | Pos                             |
| 11                              | Nicola Bagioli (ITA)            |                                 |
| 12                              | Mattia Bais (ITA)               |                                 |
| 13                              | Alexander Cepeda (ECU)          |                                 |
| 14                              | Francesco Gavazzi (ITA)         |                                 |
| 15                              | Daniel Muñoz (COL)              |                                 |
| 16                              | Simon Pellaud (SUI)             |                                 |
| 17                              | Simone Ravanelli (ITA)          |                                 |

| Astana AST | Astana AST              | Astana AST |
| ---------- | ----------------------- | ---------- |
| Num        | Coureur                 | Pos        |
| 21         | Ion Izagirre (ESP)      |            |
| 22         | Alex Aranburu (ESP)     |            |
| 23         | Manuele Boaro (ITA)     |            |
| 24         | Yevgeniy Gidich (KAZ)   |            |
| 25         | Davide Martinelli (ITA) |            |
| 26         | Yuriy Natarov (KAZ)     |            |
| 27         | Aleksandr Vlasov (RUS)  |            |

| Bardiani CSF Faizanè BCF | Bardiani CSF Faizanè BCF | Bardiani CSF Faizanè BCF |
| ------------------------ | ------------------------ | ------------------------ |
| Num                      | Coureur                  | Pos                      |
| 31                       | Giovanni Carboni (ITA)   |                          |
| 32                       | Luca Covili (ITA)        |                          |
| 33                       | Filippo Fiorelli (ITA)   |                          |
| 34                       | Francesco Romano (ITA)   |                          |
| 35                       | Daniel Savini (ITA)      |                          |
| 36                       | Manuel Senni (ITA)       |                          |
| 37                       | Filippo Zana (ITA)       |                          |

| CCC Team CCC | CCC Team CCC                | CCC Team CCC |
| ------------ | --------------------------- | ------------ |
| Num          | Coureur                     | Pos          |
| 41           | Alessandro De Marchi (ITA)  |              |
| 42           | Simon Geschke (GER)         |              |
| 43           | Kamil Małecki (POL)         |              |
| 44           | Michał Paluta (POL) (route) |              |
| 45           | Joey Rosskopf (USA)         |              |
| 46           | Attila Valter (HUN)         |              |
| 47           | Georg Zimmermann (GER)      |              |

| Circus-Wanty Gobert CWG | Circus-Wanty Gobert CWG    | Circus-Wanty Gobert CWG |
| ----------------------- | -------------------------- | ----------------------- |
| Num                     | Coureur                    | Pos                     |
| 51                      | Théo Delacroix (FRA)       |                         |
| 52                      | Tom Devriendt (BEL)        |                         |
| 53                      | Odd Christian Eiking (NOR) |                         |
| 54                      | Andrea Pasqualon (ITA)     |                         |
| 55                      | Simone Petilli (ITA)       |                         |
| 56                      | Danny van Poppel (NED)     |                         |
| 57                      | Pieter Vanspeybrouck (BEL) |                         |

| Deceuninck-Quick Step DQT | Deceuninck-Quick Step DQT | Deceuninck-Quick Step DQT |
| ------------------------- | ------------------------- | ------------------------- |
| Num                       | Coureur                   | Pos                       |
| 61                        | Davide Ballerini (ITA)    |                           |
| 62                        | Mattia Cattaneo (ITA)     |                           |
| 63                        | Dries Devenyns (BEL)      |                           |
| 64                        | Ian Garrison (USA)        |                           |
| 65                        | Mikkel Honoré (DEN)       |                           |
| 66                        | Sean Quinn (USA)          |                           |
| 67                        | Pieter Serry (BEL)        |                           |

| Gazprom-RusVelo GAZ | Gazprom-RusVelo GAZ     | Gazprom-RusVelo GAZ |
| ------------------- | ----------------------- | ------------------- |
| Num                 | Coureur                 | Pos                 |
| 71                  | Marco Canola (ITA)      |                     |
| 72                  | Nikolay Cherkasov (RUS) |                     |
| 73                  | Damiano Cima (ITA)      |                     |
| 74                  | Anton Kuzmin (KAZ)      |                     |
| 75                  | Petr Rikunov (RUS)      |                     |
| 76                  | Alexey Rybalkin (RUS)   |                     |
| 77                  | Simone Velasco (ITA)    |                     |

| Israel Start-Up Nation ISN | Israel Start-Up Nation ISN | Israel Start-Up Nation ISN |
| -------------------------- | -------------------------- | -------------------------- |
| Num                        | Coureur                    | Pos                        |
| 81                         | Ben Hermans (BEL)          |                            |
| 82                         | Matteo Badilatti (SUI)     |                            |
| 83                         | Guillaume Boivin (CAN)     |                            |
| 84                         | Alexander Cataford (CAN)   |                            |
| 85                         | Omer Goldstein (ISR)       |                            |
| 86                         | Daniel Navarro (ESP)       |                            |
| 87                         | James Piccoli (CAN)        |                            |

| Mitchelton-Scott MTS | Mitchelton-Scott MTS        | Mitchelton-Scott MTS |
| -------------------- | --------------------------- | -------------------- |
| Num                  | Coureur                     | Pos                  |
| 91                   | Michael Albasini (SUI)      |                      |
| 92                   | Tsgabu Grmay (ETH)          |                      |
| 93                   | Lucas Hamilton (AUS)        |                      |
| 94                   | Cameron Meyer (AUS) (route) |                      |
| 95                   | Barnabás Peák (HUN)         |                      |
| 96                   | Callum Scotson (AUS)        |                      |
| 97                   | Dion Smith (NZL)            |                      |

| Movistar Team MOV | Movistar Team MOV       | Movistar Team MOV |
| ----------------- | ----------------------- | ----------------- |
| Num               | Coureur                 | Pos               |
| 101               | Juan Diego Alba (COL)   |                   |
| 102               | Juri Hollmann (GER)     |                   |
| 103               | Johan Jacobs (SUI)      |                   |
| 104               | Matteo Jorgenson (USA)  |                   |
| 105               | Mathias Norsgaard (DEN) |                   |
| 106               | Einer Rubio (COL)       |                   |
| 107               | Davide Villella (ITA)   |                   |

| Italie ITA | Italie ITA        | Italie ITA |
| ---------- | ----------------- | ---------- |
| Num        | Coureur           | Pos        |
| 111        | Giovanni Aleotti  |            |
| 112        | Luca Colnaghi     |            |
| 113        | Michele Gazzoli   |            |
| 114        | Martin Marcellusi |            |
| 115        | Jonathan Milan    |            |
| 116        | Davide Plebani    |            |
| 117        | Samuele Rivi      |            |

| NTT Pro Cycling NTT | NTT Pro Cycling NTT           | NTT Pro Cycling NTT |
| ------------------- | ----------------------------- | ------------------- |
| Num                 | Coureur                       | Pos                 |
| 121                 | Stefan de Bod (RSA)           |                     |
| 122                 | Benjamin Dyball (AUS)         |                     |
| 123                 | Amanuel Ghebreigzabhier (ERI) |                     |
| 124                 | Benjamin King (USA)           |                     |
| 125                 | Gino Mäder (SUI)              |                     |
| 126                 | Matteo Sobrero (ITA)          |                     |
| 127                 | Danilo Wyss (SUI)             |                     |

| Team Ineos INS | Team Ineos INS          | Team Ineos INS |
| -------------- | ----------------------- | -------------- |
| Num            | Coureur                 | Pos            |
| 131            | Iván Sosa (COL)         |                |
| 132            | Leonardo Basso (ITA)    |                |
| 133            | Filippo Ganna (ITA)     |                |
| 134            | Gianni Moscon (ITA)     |                |
| 135            | Salvatore Puccio (ITA)  |                |
| 136            | Brandon Rivera (COL)    |                |
| 137            | Ben Swift (GBR) (route) |                |

| Jumbo-Visma TJV | Jumbo-Visma TJV        | Jumbo-Visma TJV |
| --------------- | ---------------------- | --------------- |
| Num             | Coureur                | Pos             |
| 141             | George Bennett (NZL)   |                 |
| 142             | Koen Bouwman (NED)     |                 |
| 143             | Chris Harper (AUS)     |                 |
| 144             | Lennard Hofstede (NED) |                 |
| 145             | Paul Martens (GER)     |                 |
| 146             | Jonas Vingegaard (DEN) |                 |
| 147             | Antwan Tolhoek (NED)   |                 |

| Trek-Segafredo TFS | Trek-Segafredo TFS       | Trek-Segafredo TFS |
| ------------------ | ------------------------ | ------------------ |
| Num                | Coureur                  | Pos                |
| 151                | Vincenzo Nibali (ITA)    |                    |
| 152                | Gianluca Brambilla (ITA) |                    |
| 153                | Giulio Ciccone (ITA)     |                    |
| 154                | Nicola Conci (ITA)       |                    |
| 155                | Koen de Kort (NED)       |                    |
| 156                | Jacopo Mosca (ITA)       |                    |
| 157                | Matteo Moschetti (ITA)   |                    |

| UAE Team Emirates UAD | UAE Team Emirates UAD       | UAE Team Emirates UAD |
| --------------------- | --------------------------- | --------------------- |
| Num                   | Coureur                     | Pos                   |
| 161                   | Fabio Aru (ITA)             |                       |
| 162                   | Valerio Conti (ITA)         |                       |
| 163                   | Alessandro Covi (ITA)       |                       |
| 164                   | Brandon McNulty (USA)       |                       |
| 165                   | Edward Ravasi (ITA)         |                       |
| 166                   | Aleksandr Riabushenko (BLR) |                       |
| 167                   | Diego Ulissi (ITA)          |                       |

| Vini Zabù-KTM THR | Vini Zabù-KTM THR       | Vini Zabù-KTM THR |
| ----------------- | ----------------------- | ----------------- |
| Num               | Coureur                 | Pos               |
| 171               | Giovanni Visconti (ITA) |                   |
| 172               | Lorenzo Fortunato (ITA) |                   |
| 173               | Marco Frapporti (ITA)   |                   |
| 174               | Andrea Garosio (ITA)    |                   |
| 175               | Umberto Marengo (ITA)   |                   |
| 176               | Lorenzo Rota (ITA)      |                   |
| 177               | Matteo Spreafico (ITA)  |                   |

| Alpecin-Fenix AFC | Alpecin-Fenix AFC          | Alpecin-Fenix AFC |
| ----------------- | -------------------------- | ----------------- |
| Num               | Coureur                    | Pos               |
| 1                 | Mathieu van der Poel (NED) |                   |
| 2                 | Floris De Tier (BEL)       |                   |
| 3                 | Jimmy Janssens (BEL)       |                   |
| 4                 | Kristian Sbaragli (ITA)    |                   |
| 5                 | Petr Vakoč (CZE)           |                   |
| 6                 | Louis Vervaeke (BEL)       |                   |
| 7                 | Philipp Walsleben (GER)    |                   |

| Androni Giocattoli-Sidermec ANS | Androni Giocattoli-Sidermec ANS | Androni Giocattoli-Sidermec ANS |
| ------------------------------- | ------------------------------- | ------------------------------- |
| Num                             | Coureur                         | Pos                             |
| 11                              | Nicola Bagioli (ITA)            |                                 |
| 12                              | Mattia Bais (ITA)               |                                 |
| 13                              | Alexander Cepeda (ECU)          |                                 |
| 14                              | Francesco Gavazzi (ITA)         |                                 |
| 15                              | Daniel Muñoz (COL)              |                                 |
| 16                              | Simon Pellaud (SUI)             |                                 |
| 17                              | Simone Ravanelli (ITA)          |                                 |

| Astana AST | Astana AST              | Astana AST |
| ---------- | ----------------------- | ---------- |
| Num        | Coureur                 | Pos        |
| 21         | Ion Izagirre (ESP)      |            |
| 22         | Alex Aranburu (ESP)     |            |
| 23         | Manuele Boaro (ITA)     |            |
| 24         | Yevgeniy Gidich (KAZ)   |            |
| 25         | Davide Martinelli (ITA) |            |
| 26         | Yuriy Natarov (KAZ)     |            |
| 27         | Aleksandr Vlasov (RUS)  |            |

| Bardiani CSF Faizanè BCF | Bardiani CSF Faizanè BCF | Bardiani CSF Faizanè BCF |
| ------------------------ | ------------------------ | ------------------------ |
| Num                      | Coureur                  | Pos                      |
| 31                       | Giovanni Carboni (ITA)   |                          |
| 32                       | Luca Covili (ITA)        |                          |
| 33                       | Filippo Fiorelli (ITA)   |                          |
| 34                       | Francesco Romano (ITA)   |                          |
| 35                       | Daniel Savini (ITA)      |                          |
| 36                       | Manuel Senni (ITA)       |                          |
| 37                       | Filippo Zana (ITA)       |                          |

| CCC Team CCC | CCC Team CCC                | CCC Team CCC |
| ------------ | --------------------------- | ------------ |
| Num          | Coureur                     | Pos          |
| 41           | Alessandro De Marchi (ITA)  |              |
| 42           | Simon Geschke (GER)         |              |
| 43           | Kamil Małecki (POL)         |              |
| 44           | Michał Paluta (POL) (route) |              |
| 45           | Joey Rosskopf (USA)         |              |
| 46           | Attila Valter (HUN)         |              |
| 47           | Georg Zimmermann (GER)      |              |

| Circus-Wanty Gobert CWG | Circus-Wanty Gobert CWG    | Circus-Wanty Gobert CWG |
| ----------------------- | -------------------------- | ----------------------- |
| Num                     | Coureur                    | Pos                     |
| 51                      | Théo Delacroix (FRA)       |                         |
| 52                      | Tom Devriendt (BEL)        |                         |
| 53                      | Odd Christian Eiking (NOR) |                         |
| 54                      | Andrea Pasqualon (ITA)     |                         |
| 55                      | Simone Petilli (ITA)       |                         |
| 56                      | Danny van Poppel (NED)     |                         |
| 57                      | Pieter Vanspeybrouck (BEL) |                         |

| Deceuninck-Quick Step DQT | Deceuninck-Quick Step DQT | Deceuninck-Quick Step DQT |
| ------------------------- | ------------------------- | ------------------------- |
| Num                       | Coureur                   | Pos                       |
| 61                        | Davide Ballerini (ITA)    |                           |
| 62                        | Mattia Cattaneo (ITA)     |                           |
| 63                        | Dries Devenyns (BEL)      |                           |
| 64                        | Ian Garrison (USA)        |                           |
| 65                        | Mikkel Honoré (DEN)       |                           |
| 66                        | Sean Quinn (USA)          |                           |
| 67                        | Pieter Serry (BEL)        |                           |

| Gazprom-RusVelo GAZ | Gazprom-RusVelo GAZ     | Gazprom-RusVelo GAZ |
| ------------------- | ----------------------- | ------------------- |
| Num                 | Coureur                 | Pos                 |
| 71                  | Marco Canola (ITA)      |                     |
| 72                  | Nikolay Cherkasov (RUS) |                     |
| 73                  | Damiano Cima (ITA)      |                     |
| 74                  | Anton Kuzmin (KAZ)      |                     |
| 75                  | Petr Rikunov (RUS)      |                     |
| 76                  | Alexey Rybalkin (RUS)   |                     |
| 77                  | Simone Velasco (ITA)    |                     |

| Israel Start-Up Nation ISN | Israel Start-Up Nation ISN | Israel Start-Up Nation ISN |
| -------------------------- | -------------------------- | -------------------------- |
| Num                        | Coureur                    | Pos                        |
| 81                         | Ben Hermans (BEL)          |                            |
| 82                         | Matteo Badilatti (SUI)     |                            |
| 83                         | Guillaume Boivin (CAN)     |                            |
| 84                         | Alexander Cataford (CAN)   |                            |
| 85                         | Omer Goldstein (ISR)       |                            |
| 86                         | Daniel Navarro (ESP)       |                            |
| 87                         | James Piccoli (CAN)        |                            |

| Mitchelton-Scott MTS | Mitchelton-Scott MTS        | Mitchelton-Scott MTS |
| -------------------- | --------------------------- | -------------------- |
| Num                  | Coureur                     | Pos                  |
| 91                   | Michael Albasini (SUI)      |                      |
| 92                   | Tsgabu Grmay (ETH)          |                      |
| 93                   | Lucas Hamilton (AUS)        |                      |
| 94                   | Cameron Meyer (AUS) (route) |                      |
| 95                   | Barnabás Peák (HUN)         |                      |
| 96                   | Callum Scotson (AUS)        |                      |
| 97                   | Dion Smith (NZL)            |                      |

| Movistar Team MOV | Movistar Team MOV       | Movistar Team MOV |
| ----------------- | ----------------------- | ----------------- |
| Num               | Coureur                 | Pos               |
| 101               | Juan Diego Alba (COL)   |                   |
| 102               | Juri Hollmann (GER)     |                   |
| 103               | Johan Jacobs (SUI)      |                   |
| 104               | Matteo Jorgenson (USA)  |                   |
| 105               | Mathias Norsgaard (DEN) |                   |
| 106               | Einer Rubio (COL)       |                   |
| 107               | Davide Villella (ITA)   |                   |

| Italie ITA | Italie ITA        | Italie ITA |
| ---------- | ----------------- | ---------- |
| Num        | Coureur           | Pos        |
| 111        | Giovanni Aleotti  |            |
| 112        | Luca Colnaghi     |            |
| 113        | Michele Gazzoli   |            |
| 114        | Martin Marcellusi |            |
| 115        | Jonathan Milan    |            |
| 116        | Davide Plebani    |            |
| 117        | Samuele Rivi      |            |

| NTT Pro Cycling NTT | NTT Pro Cycling NTT           | NTT Pro Cycling NTT |
| ------------------- | ----------------------------- | ------------------- |
| Num                 | Coureur                       | Pos                 |
| 121                 | Stefan de Bod (RSA)           |                     |
| 122                 | Benjamin Dyball (AUS)         |                     |
| 123                 | Amanuel Ghebreigzabhier (ERI) |                     |
| 124                 | Benjamin King (USA)           |                     |
| 125                 | Gino Mäder (SUI)              |                     |
| 126                 | Matteo Sobrero (ITA)          |                     |
| 127                 | Danilo Wyss (SUI)             |                     |

| Team Ineos INS | Team Ineos INS          | Team Ineos INS |
| -------------- | ----------------------- | -------------- |
| Num            | Coureur                 | Pos            |
| 131            | Iván Sosa (COL)         |                |
| 132            | Leonardo Basso (ITA)    |                |
| 133            | Filippo Ganna (ITA)     |                |
| 134            | Gianni Moscon (ITA)     |                |
| 135            | Salvatore Puccio (ITA)  |                |
| 136            | Brandon Rivera (COL)    |                |
| 137            | Ben Swift (GBR) (route) |                |

| Jumbo-Visma TJV | Jumbo-Visma TJV        | Jumbo-Visma TJV |
| --------------- | ---------------------- | --------------- |
| Num             | Coureur                | Pos             |
| 141             | George Bennett (NZL)   |                 |
| 142             | Koen Bouwman (NED)     |                 |
| 143             | Chris Harper (AUS)     |                 |
| 144             | Lennard Hofstede (NED) |                 |
| 145             | Paul Martens (GER)     |                 |
| 146             | Jonas Vingegaard (DEN) |                 |
| 147             | Antwan Tolhoek (NED)   |                 |

| Trek-Segafredo TFS | Trek-Segafredo TFS       | Trek-Segafredo TFS |
| ------------------ | ------------------------ | ------------------ |
| Num                | Coureur                  | Pos                |
| 151                | Vincenzo Nibali (ITA)    |                    |
| 152                | Gianluca Brambilla (ITA) |                    |
| 153                | Giulio Ciccone (ITA)     |                    |
| 154                | Nicola Conci (ITA)       |                    |
| 155                | Koen de Kort (NED)       |                    |
| 156                | Jacopo Mosca (ITA)       |                    |
| 157                | Matteo Moschetti (ITA)   |                    |

| UAE Team Emirates UAD | UAE Team Emirates UAD       | UAE Team Emirates UAD |
| --------------------- | --------------------------- | --------------------- |
| Num                   | Coureur                     | Pos                   |
| 161                   | Fabio Aru (ITA)             |                       |
| 162                   | Valerio Conti (ITA)         |                       |
| 163                   | Alessandro Covi (ITA)       |                       |
| 164                   | Brandon McNulty (USA)       |                       |
| 165                   | Edward Ravasi (ITA)         |                       |
| 166                   | Aleksandr Riabushenko (BLR) |                       |
| 167                   | Diego Ulissi (ITA)          |                       |

| Vini Zabù-KTM THR | Vini Zabù-KTM THR       | Vini Zabù-KTM THR |
| ----------------- | ----------------------- | ----------------- |
| Num               | Coureur                 | Pos               |
| 171               | Giovanni Visconti (ITA) |                   |
| 172               | Lorenzo Fortunato (ITA) |                   |
| 173               | Marco Frapporti (ITA)   |                   |
| 174               | Andrea Garosio (ITA)    |                   |
| 175               | Umberto Marengo (ITA)   |                   |
| 176               | Lorenzo Rota (ITA)      |                   |
| 177               | Matteo Spreafico (ITA)  |                   |